# 樓盤管理系統
樓盤管理系統（Real Estate CRM ）是地產代理用來管理客戶的一種工具。通過此工具，可以實現統一客戶資料，及時回應客戶及提供資訊，與舊客聯絡，實現個人化服務等功能。

## 香港地產業應用
樓市沒有中央交易市場，資訊流通慢，是樓市的核心問題。1996年起中原地產率先在網上公佈土地註冊處的買賣紀錄，讓消費者自行判斷以促進公平交易，更早於政府和政黨。另外，香港地產代理商利嘉閣公司董事兼總經理廖偉強指出集團已斥資1,000萬元，於大網絡、大數據時代下，去發展數據平台介面，包括推出新的樓盤管理系統，以方便內部作資料整合。而對於許多中小型地產企業來說，使用樓盤管理系統租賃服務是一個相當節省成本的做法，即「軟體即服務」 ( Software as a Service ) 。

## 樓盤管理系統
在香港，常用的楼盘管理系统有：
- Agent Base
- 科一樓盤管理系統
- 獨角獸樓盤管理系統(Unicorn) （页面存档备份，存于）
- MemDB樓盤管理系統